# Monteceneri
Monteceneri is een gemeente en plaats in het Zwitserse kanton Ticino, en maakt deel uit van het district Lugano.
Monteceneri telt 4.530 inwoners.

## Geschiedenis
De gemeente is op 21 november 2010 ontstaan door de fusie van de toenmalige zelfstandige gemeenten Bironico, Camignolo, Medeglia, Rivera en Sigirino.
Agno · Alto Malcantone · Aranno · Arogno · Astano · Bedano · Bedigliora · Bioggio · Bissone · Bogno · Brusino Arsizio · Cademario · Cadempino · Cadro · Canobbio · Capriasca · Carabietta · Carona · Caslano · Certara · Cimadera · Collina d'Oro · Comano · Cureglia · Curio · Grancia · Gravesano · Lamone · Lugano · Magliaso · Manno · Maroggia · Massagno · Melano · Melide · Mezzovico-Vira · Miglieglia · Monteceneri · Morcote · Muzzano · Neggio · Novaggio · Origlio · Paradiso · Ponte Capriasca · Porza · Pura · Rovio · Savosa · Sonvico · Sorengo · Torricella-Taverne · Tresa · Valcolla · Vernate · Vezia · Vico Morcote